# GPDF – Бешар – Бені-Аббес
GPDF – Бешар – Бені-Аббес – газопровід на заході Алжиру, що забезпечує подачу ресурсу до кількох вілаєтів.
Трубопровід, який ввели в дію у 2012 році, отримує живлення від системи Магриб – Європа. Він складається із двох ділянок:
- довжиною 354 км та діаметром 500 мм до Бешару;
- довжиною 216 км та діаметром 300 мм від Бешару до Бені-Аббесу.
Можливо відзначити, що уряд Алжиру має намір розвивати індустріальну зону Бешар, зокрема, тут планують виробляти концентрат із залізної руди родовища Гара-Джебілет. 